# Granica francusko-niemiecka

Ewolucja terytorialna Francji od 985 do 1947 roku

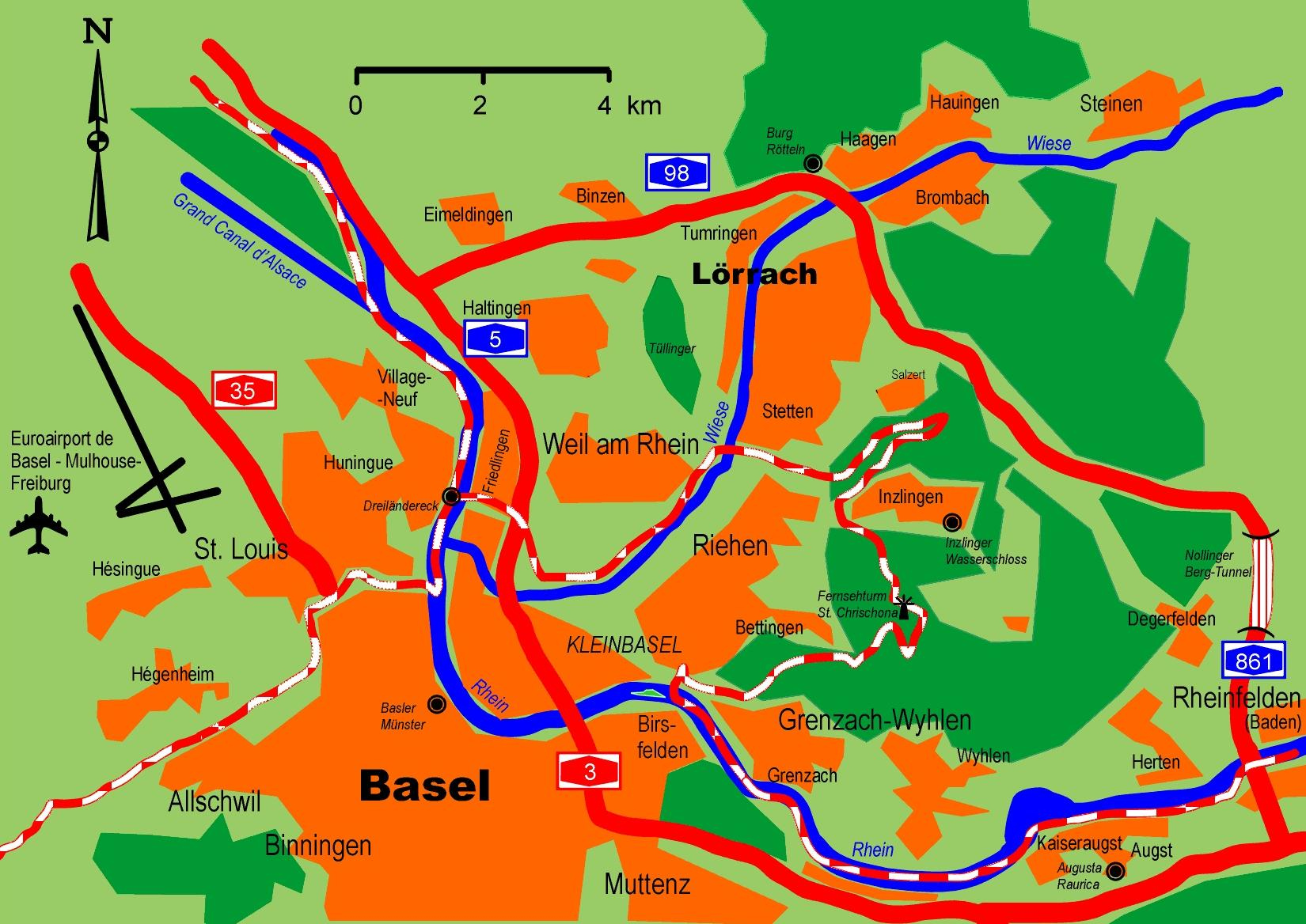
Urbanizacja terenów na trójstyku ze Szwajcarią

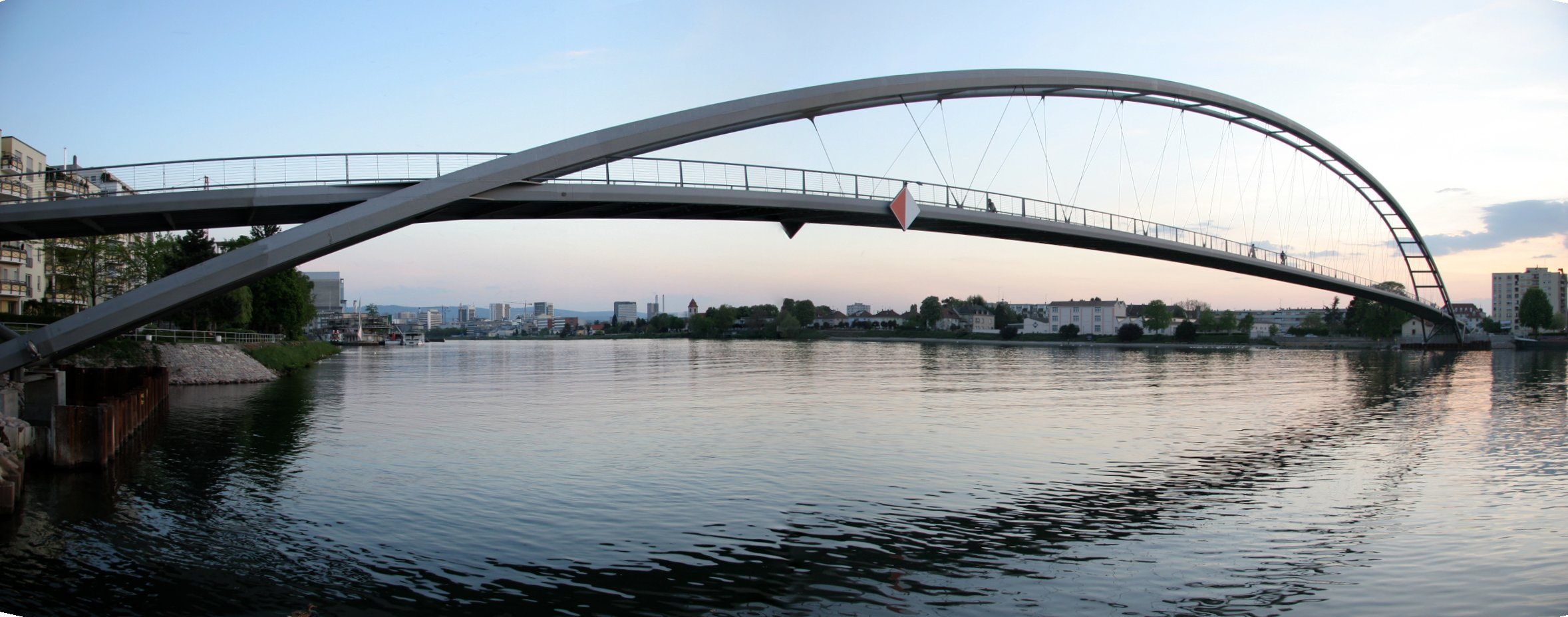
Most graniczny nad Renem

Granica francusko-niemiecka – granica międzypaństwowa, ciągnąca się na długości 451 km od trójstyku ze Szwajcarią na południu, do trójstyku z Luksemburgiem na północy.

## Przebieg
Granica biegnie w południowej części korytem rzeki Ren w kierunku północno-wschodnim, następnie zaś kilka kilometrów na południe od Karlsruhe skręca na północny zachód w stronę Luksemburga, który osiąga dochodząc do koryta Mozeli.

## Historia
Współczesna Francja i Niemcy powstały z podziału Królestwa Franków i od tego czasu granica między tymi państwami sukcesywnie przesuwała się na wschód. Przebieg granicy podobny do obecnego Francja uzyskała w 1766 roku anektując okupowane Księstwo Lotaryngii i przebiega aktualnie prawie w identycznym kształcie. Jedynie w czasie wojen napoleońskich, a także okresie pomiędzy wojną francusko-pruską i I wojną światową oraz w czasie hitlerowskiej okupacji Francji granica przebiegała na zachód od obecnej, zostawiając po stronie niemieckiej Alzację i część Lotaryngię.